# 트와일라잇 (영화 시리즈)
트와일라잇(Twilight)은 스테프니 메이어(Stephenie Meyer)가 쓴 트와일라잇 시리즈를 기반으로 만들어진 영화이다.

## 시리즈
- 트와일라잇
- 뉴문
- 이클립스
- 브레이킹 던 - 1부
- 브레이킹 던 - 2부

## 사운드트랙
- 트와일라잇 (사운드트랙)
- 뉴문 (사운드트랙)
- 이클립스 (사운드트랙)
- 브레이킹 던 - 1부 (사운드트랙)
- 브레이킹 던 - 2부 (사운드트랙)

## 같이 보기
- 로즈웰 (드라마)